# فرودگاه دکتر بهیمراو آمبدکار
پروازگاه دکتر بهیمراو آمبدکار (به انگلیسی: Dr. Bhimrao Ambedkar Airstrip) (به زبان بومی: मेरठ हवाईअड्डा) یک فرودگاه همگانی است که یک باند فرود آسفالت دارد و طول باند آن 1562 x ۲۳ متر است. این فرودگاه در شهر مرتا کشور هند قرار دارد و در ارتفاع ۲۲۳ متری از سطح دریا واقع شده‌است.